# Septième circonscription du Val-d'Oise
La septième circonscription du Val-d'Oise est l'une des dix circonscriptions électorales françaises que compte le département du Val-d'Oise (95) situé en région Île-de-France.

## Description géographique et démographique

Carte de la septième circonscription du Val d'Oise de 1986 à 2012

La septième circonscription du Val-d'Oise est délimitée par le découpage électoral de la loi no 86-1197 du 24 novembre 1986
, elle regroupe les divisions administratives suivantes : cantons de Domont, Ecouen, Montmorency, Sarcelles Sud-Ouest.
D'après le recensement de la population en 1999, réalisé par l'Institut national de la statistique et des études économiques (INSEE), la population totale de cette circonscription est estimée à 130 071 habitants,.

## Historique des députations
| Législature | Début de mandat | Fin de mandat  | Député              | Parti politique | Observations |
| ----------- | --------------- | -------------- | ------------------- | --------------- | --- |
| IXe         | 23 juin 1988    | 1er avril 1993 | Marie-France Lecuir | PS              | |
| Xe          | 2 avril 1993    | 21 avril 1997  | Raymond Lamontagne, | RPR,            | Mandat écourté à la suite d'une dissolution parlementaire décidée par Jacques Chirac. |
| XIe         | 12 juin 1997    | 18 juin 2002   | Yves Cochet         | Les Verts       | Yves Cochet devient ministre de l'Environnement et de l'Aménagement du territoire du gouvernement de Lionel Jospin en juin 2001, succédant à Dominique Voynet ; il est remplacé le 11/08/2001 par Didier Arnal PS |
| XIIe        | 19 juin 2002    | 19 juin 2007   | Jérôme Chartier,    | UMP,            | |
| XIIIe       | 20 juin 2007    | 19 juin 2012   | Jérôme Chartier     | UMP             | |
| XIVe        | 20 juin 2012    | 20 juin 2017   | Jérôme Chartier     | UMP-LR          | |
| XVe         | 21 juin 2017    | 21 juin 2022   | Dominique Da Silva  | LREM            | |
| XVIe        | 22 juin 2022    | 9 juin 2024    | Dominique Da Silva  | RE              | Mandat écourté à la suite d'une dissolution parlementaire décidée par Emmanuel Macron. |
| XVIIe       | 8 juillet 2024  | En cours       | Romain Eskenazi     | PS              | |

## Historique des élections

### Élections de 1988
| Candidat       | Candidat                            | Parti           | Premier tour | Premier tour | Second tour | Second tour |  |
| Candidat       | Candidat                            | Parti           | Voix         | %            | Voix        | %           |  |
| -------------- | ----------------------------------- | --------------- | ------------ | ------------ | ----------- | ----------- |  |
|                | Marie-France Lecuir sortante réélue | PS              | 16 445       | 38,04        | 23 758      | 50,49       |  |
|                | François Froment-Meurice            | UDF (CDS) (URC) | 15 798       | 36,54        | 23 300      | 49,51       |  |
|                | Yves de Coatgoureden                | FN              | 5 873        | 13,59        |             |             |  |
|                | Francis Parny                       | PCF             | 4 214        | 9,75         |             |             |  |
|                | Michel Buttard                      | CNIP            | 900          | 2,08         |             |             |  |
|                |                                     |                 |              |              |             |             |  |
| Inscrits       | Inscrits                            | Inscrits        | 69 671       | 100,00       | 69 672      | 100,00      |  |
| Abstentions    | Abstentions                         | Abstentions     | 25 795       | 37,02        | 21 521      | 30,89       |  |
| Votants        | Votants                             | Votants         | 43 876       | 62,98        | 48 151      | 69,11       |  |
| Blancs et nuls | Blancs et nuls                      | Blancs et nuls  | 646          | 1,47         | 1 093       | 2,27        |  |
| Exprimés       | Exprimés                            | Exprimés        | 43 230       | 98,53        | 47 058      | 97,73       |  |

Antoine Espiasse, cadre, de Sarcelles, était suppléant de Marie-France Lecuir.

### Élections de 1993
| Candidat       | Candidat                     | Parti          | Premier tour | Premier tour | Second tour | Second tour |  |
| Candidat       | Candidat                     | Parti          | Voix         | %            | Voix        | %           |  |
| -------------- | ---------------------------- | -------------- | ------------ | ------------ | ----------- | ----------- |  |
|                | Raymond Lamontagne élu       | RPR            | 13 385       | 28,29        | 27 130      | 59,53       |  |
|                | Marie-France Lecuir sortante | PS (ADFP)      | 8 478        | 17,92        | 18 445      | 40,47       |  |
|                | Jean-Thierry Gampert         | FN             | 7 634        | 16,14        |             |             |  |
|                | François Froment-Meurice     | UDF (CDS)      | 6 821        | 14,42        |             |             |  |
|                | Jean-Pierre Petiteau         | Les Verts (EÉ) | 4 307        | 9,1          |             |             |  |
|                | Denis Duvot                  | PCF            | 3 158        | 6,68         |             |             |  |
|                | Cécile De Waele              | LT-LNÉ         | 1 084        | 2,29         |             |             |  |
|                | Bernard Lepidi               | CNIP           | 769          | 1,63         |             |             |  |
|                | Lucette Ollier               | RDRP           | 606          | 1,28         |             |             |  |
|                | Daphnée Patroix              | 1P             | 407          | 0,86         |             |             |  |
|                | Bruno Giuliani               | LCR            | 386          | 0,82         |             |             |  |
|                | Sylvain Ramsamy              | Divers         | 275          | 0,58         |             |             |  |
|                |                              |                |              |              |             |             |  |
| Inscrits       | Inscrits                     | Inscrits       | 72 741       | 100,00       | 72 735      | 100,00      |  |
| Abstentions    | Abstentions                  | Abstentions    | 23 623       | 32,48        | 23 568      | 32,4        |  |
| Votants        | Votants                      | Votants        | 49 118       | 67,52        | 49 167      | 67,6        |  |
| Blancs et nuls | Blancs et nuls               | Blancs et nuls | 1 808        | 3,68         | 3 592       | 7,31        |  |
| Exprimés       | Exprimés                     | Exprimés       | 47 310       | 96,32        | 45 575      | 92,69       |  |

François Longchambon était le suppléant de Raymond Lamontagne.

### Élections de 1997
| Candidat       | Candidat                   | Parti          | Premier tour | Premier tour | Second tour | Second tour |  |
| Candidat       | Candidat                   | Parti          | Voix         | %            | Voix        | %           |  |
| -------------- | -------------------------- | -------------- | ------------ | ------------ | ----------- | ----------- |  |
|                | Raymond Lamontagne sortant | RPR            | 13 044       | 28,13        | 21 911      | 43,07       |  |
|                | Yves Cochet élu            | Les Verts (PS) | 12 526       | 27,01        | 22 891      | 44,68       |  |
|                | Dominique Joly             | FN             | 9 023        | 19,46        | 6 436       | 12,56       |  |
|                | Serge Durand               | PCF            | 3 582        | 7,73         |             |             |  |
|                | Françoise Paris            | Divers gauche  | 1 981        | 4,27         |             |             |  |
|                | Albert Magarian            | LDI (MPF)      | 1 722        | 3,71         |             |             |  |
|                | François Delobelle         | LO             | 1 574        | 3,39         |             |             |  |
|                | Michel Lacoux              | MDC            | 1 489        | 3,21         |             |             |  |
|                | Francis George             | MÉI            | 751          | 1,62         |             |             |  |
|                | Philippe Lavaud            | Extrême droite | 361          | 0,78         |             |             |  |
|                | Joby Valente Dersion       | MDR            | 289          | 0,62         |             |             |  |
|                | Gérard Gehan               | Divers droite  | 26           | 0,06         |             |             |  |
|                | Bruno Luna                 | Divers         | 0            | 0            |             |             |  |
|                |                            |                |              |              |             |             |  |
| Inscrits       | Inscrits                   | Inscrits       | 72 169       | 100,00       | 72 155      | 100,00      |  |
| Abstentions    | Abstentions                | Abstentions    | 23 970       | 33,21        | 19 622      | 27,19       |  |
| Votants        | Votants                    | Votants        | 48 199       | 66,79        | 52 533      | 72,81       |  |
| Blancs et nuls | Blancs et nuls             | Blancs et nuls | 1 831        | 3,8          | 1 295       | 2,47        |  |
| Exprimés       | Exprimés                   | Exprimés       | 46 368       | 96,2         | 51 238      | 97,53       |  |

Le suppléant d'Yves Cochet était Didier Arnal, maire adjoint de Sarcelles. Didier Arnal remplaça Yves Cochet, nommé membre du gouvernement, du 11 août 2001 au 18 juin 2002.

### Élections de 2002
| Candidat       | Candidat                      | Parti            | Premier tour | Premier tour | Second tour | Second tour |  |
| Candidat       | Candidat                      | Parti            | Voix         | %            | Voix        | %           |  |
| -------------- | ----------------------------- | ---------------- | ------------ | ------------ | ----------- | ----------- |  |
|                | Jérôme Chartier élu           | UMP              | 17 638       | 38,08        | 24 363      | 57,71       |  |
|                | Didier Arnal                  | PS               | 13 021       | 28,11        | 17 854      | 42,29       |  |
|                | Roger Eliman                  | FN               | 5 887        | 12,71        |             |             |  |
|                | Sylvie Noachovitch            | UDF              | 3 367        | 7,27         |             |             |  |
|                | Abdou Vodounnou               | Les Verts        | 1 359        | 2,93         |             |             |  |
|                | Annick Lassot-Ferrari         | PCF              | 1 299        | 2,8          |             |             |  |
|                | Michel Lacoux                 | Pôle républicain | 795          | 1,72         |             |             |  |
|                | Alain Le Bescond              | LT-LNÉ           | 625          | 1,35         |             |             |  |
|                | Rémi Birling                  | LCR              | 540          | 1,17         |             |             |  |
|                | Monique Trevet Epouse Loridan | MNR              | 410          | 0,89         |             |             |  |
|                | Gilles Bonhomme               | LO               | 379          | 0,82         |             |             |  |
|                | Thierry Schroeder             | MPF              | 340          | 0,73         |             |             |  |
|                | Gilles Brunebarbe             | Divers droite    | 270          | 0,58         |             |             |  |
|                | Françoise Scalbert            | PT               | 199          | 0,43         |             |             |  |
|                | Micheline Vercoutere          | Divers           | 186          | 0,4          |             |             |  |
|                |                               |                  |              |              |             |             |  |
| Inscrits       | Inscrits                      | Inscrits         | 73 231       | 100,00       | 73 125      | 100,00      |  |
| Abstentions    | Abstentions                   | Abstentions      | 26 271       | 35,87        | 29 551      | 40,41       |  |
| Votants        | Votants                       | Votants          | 46 960       | 64,13        | 43 574      | 59,59       |  |
| Blancs et nuls | Blancs et nuls                | Blancs et nuls   | 645          | 1,37         | 1 357       | 3,11        |  |
| Exprimés       | Exprimés                      | Exprimés         | 46 315       | 98,63        | 42 217      | 96,89       |  |

La suppléante de Jérôme Chartier était Brigitte Isard, adjointe au maire de Montmorency.

### Élections de 2007
| Candidat       | Candidat                      | Parti          | Premier tour | Premier tour | Second tour | Second tour |  |
| Candidat       | Candidat                      | Parti          | Voix         | %            | Voix        | %           |  |
| -------------- | ----------------------------- | -------------- | ------------ | ------------ | ----------- | ----------- |  |
|                | Jérôme Chartier sortant réélu | UMP            | 21 905       | 47,77        | 24 553      | 56,78       |  |
|                | Didier Arnal                  | PS             | 11 488       | 25,05        | 18 693      | 43,22       |  |
|                | Martine Cabassut              | UDF–MoDem      | 3 465        | 7,56         |             |             |  |
|                | Lydie Braconnier              | FN             | 2 222        | 4,85         |             |             |  |
|                | Michèle Loup                  | Les Verts      | 1 479        | 3,23         |             |             |  |
|                | Alice Pelletier               | LCR            | 1 331        | 2,9          |             |             |  |
|                | Sandrine Berger               | PCF            | 962          | 2,1          |             |             |  |
|                | Lionel Breton                 | LT-LNÉ         | 740          | 1,61         |             |             |  |
|                | Gilles Brunebarbe             | MPF            | 706          | 1,54         |             |             |  |
|                | Mardoché Sebbag               | DLR            | 567          | 1,24         |             |             |  |
|                | Gilles Bonhomme               | LO             | 401          | 0,87         |             |             |  |
|                | Michèle Sevilla               | MNR            | 318          | 0,69         |             |             |  |
|                | Pascale Olivares              | Divers         | 268          | 0,58         |             |             |  |
|                |                               |                |              |              |             |             |  |
| Inscrits       | Inscrits                      | Inscrits       | 80 868       | 100,00       | 80 868      | 100,00      |  |
| Abstentions    | Abstentions                   | Abstentions    | 34 412       | 42,55        | 36 584      | 45,24       |  |
| Votants        | Votants                       | Votants        | 46 456       | 57,45        | 44 284      | 54,76       |  |
| Blancs et nuls | Blancs et nuls                | Blancs et nuls | 604          | 1,3          | 1 038       | 2,34        |  |
| Exprimés       | Exprimés                      | Exprimés       | 45 852       | 98,7         | 43 246      | 97,66       |  |

### Élections de 2012
| Candidat       | Candidat                      | Parti          | Premier tour | Premier tour | Second tour | Second tour |  |
| Candidat       | Candidat                      | Parti          | Voix         | %            | Voix        | %           |  |
| -------------- | ----------------------------- | -------------- | ------------ | ------------ | ----------- | ----------- |  |
|                | Charlotte Brun                | PS             | 14 153       | 39,35        | 17 967      | 49,71       |  |
|                | Jérôme Chartier sortant réélu | UMP            | 13 772       | 38,29        | 18 176      | 50,29       |  |
|                | Denise Aissi                  | FN             | 4 143        | 11,52        |             |             |  |
|                | Anne Levaillant               | FG (PCF)       | 1 768        | 4,92         |             |             |  |
|                | Hervé Hababou                 | EÉLV           | 740          | 2,06         |             |             |  |
|                | Thierry Bonnel                | MoDem          | 622          | 1,73         |             |             |  |
|                | Anne-Marie Demortier          | LT-LNÉ         | 337          | 0,94         |             |             |  |
|                | Aline Hubert                  | Divers droite  | 288          | 0,80         |             |             |  |
|                | Gilles Bonhomme               | LO             | 146          | 0,41         |             |             |  |
|                |                               |                |              |              |             |             |  |
| Inscrits       | Inscrits                      | Inscrits       | 67 830       | 100,00       | 67 930      | 100,00      |  |
| Abstentions    | Abstentions                   | Abstentions    | 31 491       | 46,43        | 31 080      | 45,75       |  |
| Votants        | Votants                       | Votants        | 36 339       | 53,57        | 36 850      | 54,25       |  |
| Blancs et nuls | Blancs et nuls                | Blancs et nuls | 370          | 1,02         | 707         | 1,92        |  |
| Exprimés       | Exprimés                      | Exprimés       | 35 969       | 98,98        | 36 143      | 98,08       |  |

### Élections de 2017
Les élections législatives françaises de 2017 ont eu lieu les dimanches 11 et 18 juin 2017.
|                                                                            |                                                                                          |                           |                           |                          |                          |
|                                                                            |                                                                                          | Premier tour 11 juin 2017 | Premier tour 11 juin 2017 | Second tour 18 juin 2017 | Second tour 18 juin 2017 |
|                                                                            |                                                                                          |                           |                           |                          |                          |
|                                                                            |                                                                                          | Nombre                    | % des inscrits            | Nombre                   | % des inscrits           |
| Inscrits                                                                   | Inscrits                                                                                 | 69 588                    | 100,00                    | 69 588                   | 100,00                   |
| Abstentions                                                                | Abstentions                                                                              | 39 148                    | 56,26                     | 43 435                   | 62,42                    |
| Votants                                                                    | Votants                                                                                  | 30 440                    | 43,74                     | 26 153                   | 37,58                    |
|                                                                            |                                                                                          |                           | % des votants             |                          | % des votants            |
| Bulletins blancs                                                           | Bulletins blancs                                                                         | 338                       | 1,11                      | 1 792                    | 6,85                     |
| Bulletins nuls                                                             | Bulletins nuls                                                                           | 151                       | 0,50                      | 602                      | 2,30                     |
| Suffrages exprimés                                                         | Suffrages exprimés                                                                       | 29 951                    | 98,39                     | 23 759                   | 90,85                    |
|                                                                            |                                                                                          |                           |                           |                          |                          |
| Candidat Étiquette politique (partis et alliances)                         | Candidat Étiquette politique (partis et alliances)                                       | Voix                      | % des exprimés            | Voix                     | % des exprimés           |
|                                                                            |                                                                                          |                           |                           |                          |                          |
|                                                                            | Dominique Da Silva La République en marche                                               | 10 776                    | 35,98                     | 12 801                   | 53,88                    |
|                                                                            | Jérôme Chartier (député sortant) Les Républicains (Union des démocrates et indépendants) | 7 265                     | 24,26                     | 10 958                   | 46,12                    |
|                                                                            | Gilles Monsillon La France insoumise                                                     | 3 837                     | 12,81                     |                          |                          |
|                                                                            | Bruno Marcel Front national                                                              | 3 147                     | 10,51                     |                          |                          |
|                                                                            | Rita Maalouf Parti socialiste                                                            | 2 382                     | 7,95                      |                          |                          |
|                                                                            | Célia Jousserand Europe Écologie Les Verts                                               | 1 104                     | 3,69                      |                          |                          |
|                                                                            | Nicole Le Manach Parti communiste français                                               | 430                       | 1,44                      |                          |                          |
|                                                                            | Christine Jacquelet Écologiste (Alliance écologiste indépendante)                        | 314                       | 1,05                      |                          |                          |
|                                                                            | Philippe Mounier Divers (Union populaire républicaine)                                   | 304                       | 1,01                      |                          |                          |
|                                                                            | Gilles Bonhomme Lutte ouvrière                                                           | 207                       | 0,69                      |                          |                          |
|                                                                            | Lisa Luchier Divers gauche (Nouvelle Donne)                                              | 185                       | 0,62                      |                          |                          |
| Source : Ministère de l'Intérieur - Septième circonscription du Val-d'Oise |                                                                                          |                           |                           |                          |                          |

### Élections de 2022
Les élections législatives françaises de 2022 se déroulent les dimanches 12 et 19 juin 2022.
|                                                    |                                                                                 |                           |                           |                          |                          |
|                                                    |                                                                                 | Premier tour 12 juin 2022 | Premier tour 12 juin 2022 | Second tour 19 juin 2022 | Second tour 19 juin 2022 |
|                                                    |                                                                                 |                           |                           |                          |                          |
|                                                    |                                                                                 | Nombre                    | % des inscrits            | Nombre                   | % des inscrits           |
| Inscrits                                           | Inscrits                                                                        | 69 364                    | 100                       | 69 386                   | 100                      |
| Abstentions                                        | Abstentions                                                                     | 40 275                    | 58,06                     | 39 936                   | 57,56                    |
| Votants                                            | Votants                                                                         | 29 089                    | 41,94                     | 29 450                   | 42,44                    |
|                                                    |                                                                                 |                           | % des votants             |                          | % des votants            |
| Bulletins blancs                                   | Bulletins blancs                                                                | 406                       | 1,40                      | 1285                     | 4,36                     |
| Bulletins nuls                                     | Bulletins nuls                                                                  | 135                       | 0,46                      | 497                      | 1,69                     |
| Suffrages exprimés                                 | Suffrages exprimés                                                              | 28 548                    | 98,14                     | 27 668                   | 93,95                    |
|                                                    |                                                                                 |                           |                           |                          |                          |
| Candidat Étiquette politique (partis et alliances) | Candidat Étiquette politique (partis et alliances)                              | Voix                      | % des exprimés            | Voix                     | % des exprimés           |
|                                                    |                                                                                 |                           |                           |                          |                          |
|                                                    | Romain Eskenazi Nouvelle Union populaire écologique et sociale Parti socialiste | 9 018                     | 31,59                     | 13 732                   | 49,63                    |
|                                                    | Dominique Da Silva* Ensemble                                                    | 7 846                     | 27,48                     | 13 936                   | 50,37                    |
|                                                    | Bruno Marcel Rassemblement national                                             | 4 253                     | 14,90                     |                          |                          |
|                                                    | Andrijana Topuzovic Les Républicains                                            | 2 193                     | 7,68                      |                          |                          |
|                                                    | Olivier Le Guevel Reconquête                                                    | 1 794                     | 6,28                      |                          |                          |
|                                                    | François Sacerdot Écologistes                                                   | 1 235                     | 4,33                      |                          |                          |
|                                                    | Philippe Demaret Divers gauche                                                  | 790                       | 2,77                      |                          |                          |
|                                                    | Myriam Chikhane Droite souverainiste                                            | 524                       | 1,84                      |                          |                          |
|                                                    | Kamel Zouine Parti animaliste                                                   | 434                       | 1,52                      |                          |                          |
|                                                    | Valérie Suarez Lutte ouvrière                                                   | 291                       | 1,02                      |                          |                          |
|                                                    | Noël Coudert Parti ouvrier indépendant                                          | 170                       | 0,60                      |                          |                          |
| * Député sortant                                   |                                                                                 |                           |                           |                          |                          |

### Élections de 2024
Député sortant : Dominique Da Silva (Renaissance).
| Candidat                 | Candidat                  | Parti et coalition       | Nuance                   | Premier tour | Premier tour | Second tour | Second tour |
| Candidat                 | Candidat                  | Parti et coalition       | Nuance                   | Voix         | %            | Voix        | %           |
| ------------------------ | ------------------------- | ------------------------ | ------------------------ | ------------ | ------------ | ----------- | ----------- |
|                          | Romain Eskenazi           | PS (NFP)                 | UG                       | 16 797       | 37,94        | 24 713      | 60,57       |
|                          | David Quentin             | RN                       | RN                       | 12 065       | 27,25        | 16 088      | 39,43       |
|                          | Dominique Da Silva        | RE (ENS)                 | ENS                      | 10 241       | 23,13        | Retrait     | Retrait     |
|                          | Jean-Pierre Yalcin        | LR (UDC)                 | LR                       | 3 891        | 8,79         |             |             |
|                          | Virginie Vieville         | REC                      | REC                      | 696          | 1,57         |             |             |
|                          | Valérie Suarez            | LO                       | EXG                      | 578          | 1,31         |             |             |
|                          | Marie-Christine Chastaing | DLF                      | DSV                      | 3            | 0,01         |             |             |
|                          | Linda Uzan                | NEF                      | DIV                      | 0            | 0,00         |             |             |
|                          | Didier Arnal              | SE                       | DIV                      | 0            | 0,00         |             |             |
|                          | Aurélien Gavois           | NPA-R                    | EXG                      | 0            | 0,00         |             |             |
|                          |                           |                          |                          |              |              |             |             |
| Suffrages exprimés       | Suffrages exprimés        | Suffrages exprimés       | Suffrages exprimés       | 44 271       | 97,78        | 40 801      | 92,57       |
| Votes blancs             | Votes blancs              | Votes blancs             | Votes blancs             | 712          | 1,57         | 2 674       | 6,07        |
| Votes nuls               | Votes nuls                | Votes nuls               | Votes nuls               | 294          | 0,65         | 603         | 1,37        |
| Total                    | Total                     | Total                    | Total                    | 45 277       | 100          | 44 078      | 100         |
| Abstention               | Abstention                | Abstention               | Abstention               | 23 262       | 33,94        | 24 500      | 35,73       |
| Inscrits / participation | Inscrits / participation  | Inscrits / participation | Inscrits / participation | 68 539       | 66,06        | 68 578      | 64,27       |